# Kang (site web)
Pour les articles homonymes, voir Kang.
Kang est une place de marché française fondée en 2012 par Nicolas Grumbach et Laetitia Alcover. Cette plateforme collaborative repose sur  le partage de compétences à domicile et le service à la demande.

## Développement
Lancée en septembre 2012 par Nicolas Grumbach et Laetitia Alcover, Kang est une plateforme en ligne, de partage de conseils et de services digitaux entre individus.
La société propose une place de marché regroupant entre autres la voyance et la mise à disposition d’avocats.
En octobre 2015, Kang ouvre ses services aux professions du graphisme.

### Sources complémentaires
- BFM Business, "En finir avec la « Fracture Digitale » et l’Uberisation", Tribune de Nicolas Grumbach, 21 août 2017
- Digital Business News, "Be a Boss – avec Laetitia Alcover", 14 juin 2017
- Widoobiz, "Kang, la plateforme pour les travailleurs qui veulent « vivre autrement »", 08 juin 2017
- UAE, "Kang.fr, la marketplace de référence pour services digitaux en ligne !", 29 mars 2017